# Princesa Lanling
La Princesa Le'an , también conocida como princesa Lanling , (fl. 530s), fue la consorte del khagan Rouran Yujiulü Anluochen. Nació en la casa imperial de la dinastía Wei del Este, y era descendiente de Tuoba Yulü de la dinastía Dai y de la emperatriz Pingwen. Ella era hermana de Yuan Zhi, también Chang shanwang yuan ming (常山王元鸣).

## Biografía
La princesa Lanling era nativa del condado de Luoyang, Henan (ahora al este de Luoyang, provincia de Henan ), descendiente de Tuoba Yulü. Era hermana de Yuan Zhi, o Chang shanwang yuan ming (常山王元鸣).
Estaba casada con Anluochen, el khan de los Rourans, e hijo de Anagui . Mil caballos fueron enviados desde Rouran al Emperador de Wei del Este, Xiaojing, pidiendo la mano de la princesa que, tras su matrimonio con Anluochen, adoptó el nombre real de Princesa Lanling (兰陵公主). En vista de la importancia de una alianza con Rouran, Gao Huan presidió personalmente la colección de la dote y condujo a la princesa y su séquito a Rouran.